# Júlíus Jónasson
Júlíus Jónasson, né le 23 août 1964 en Islande, est un joueur, puis un entraîneur islandais de handball. Il jouait au poste d'arrière et avec 288 sélections, il est le cinquième joueur le plus capé de l'équipe d'Islande.
En club, il a notamment évolué trois saisons au Paris-Asnières.

## Palmarès

### En club
- Vainqueur de la Coupe de l'EHF (C3) : 1994 (avec Alzira)[2]
- Finaliste de la Coupe ASOBAL en 1992
- Vainqueur du Championnat de France de D2 : 1990 (avec Paris-Asnières)

### En équipe nationale
- 4e place aux Goodwill Games de 1986
- Vainqueur du Championnat du monde B 1989
- 10e place au Championnat du monde 1990
- 5e place aux Goodwill Games de 1990
- 4e place aux Jeux olympiques 1992

### Distinctions individuelles
- Meilleur buteur du Championnat de France de deuxième division en 1990[3]